# Raphael Koczor
Raphael Koczor (Racibórz, 1989. január 17. –) lengyel-német labdarúgó, a német Carl Zeiss Jena kapusa.